# Maru (Nigeria)
Maru è una città della Repubblica Federale della Nigeria appartenente allo stato di Zamfara. 
È il capoluogo dell'omonima area a governo locale (local government area) che si estende su una superficie di 6.654 km² e conta una popolazione di 291.900 abitanti.